# Vassijaure (meer)
Het Vassijaure is een meer in het noorden van Zweden op minder dan tien kilometer van de grens met Noorwegen. Het ligt in de gemeente Kiruna ingeklemd tussen een aantal bergen in dat gebied, is ongeveer 3 km² groot en ligt ten noorden van de Europese weg 10 en de Ertsspoorlijn. Het meer is het grootste deel van het jaar dichtgevroren. Het water uit het meer stroomt door verschillende beken naar het Torneträsk en van daaruit verder naar de Torne. Er liggen een station en een gehucht langs de spoorlijn die dezelfde naam als het meer hebben gekregen: Vassijaure, aan de overkant van het spoor en de weg.